# Demokracja ludowa
Demokracja ludowa – propagandowe określenie ustroju w państwach komunistycznych, w założeniu demokratycznego, w rzeczywistości totalitarnego lub autorytarnego, używane w państwach zależnych od ZSRR po II wojnie światowej (państwach bloku wschodniego). Używane jest również we współczesnych państwach, w których występuje system zdominowany przez partię komunistyczną, między innymi w Chińskiej Republice Ludowej. Jest to forma dyktatury partii komunistycznej (dyktatury proletariatu) przy zachowaniu fasady pozornej demokracji parlamentarnej. Istnieją też państwa niezwiązane z ruchem komunistycznym, które używają tego określenia.

## Krytyka
Państwa „demokracji ludowej” deklarowały, że władzę w nich „sprawuje lud jako suweren”, lecz faktycznie rządy sprawowała komunistyczna monopartia (w PRL była to PZPR), a inne partie i organizacje społeczne były jej podporządkowane w formule „transmisji partii do mas” w ramach bloków określanych jako fronty narodowe (ludowe). Kraje demokracji ludowej często nazywano „demoludami”.
Termin „demokracja ludowa” miał odróżnić sposób rządzenia realizowany w państwach satelickich ZSRR od zachodniej demokracji nazywanej w bloku wschodnim „demokracją burżuazyjną”.

## Demokracja ludowa formą dyktatury proletariatu
W ZSRR w 1959 nadzwyczajny XXI Zjazd KPZR ogłosił zakończenie budowy socjalizmu i rozpoczęcie etapu przejścia do budowy społeczeństwa komunistycznego. Dlatego, w odróżnieniu od Związku Radzieckiego, gdzie z chwilą całkowitego zwycięstwa socjalizmu i wkroczenia kraju w okres budownictwa komunizmu dyktatura  proletariatu przestała być konieczna, demokracja ludowa w ideologii marksistowsko-leninowskiej rozpatrywana była jako nowa postać dyktatury proletariatu. Podczas gdy w ZSRR socjalizm już został zbudowany, państwa ludowodemokratyczne realizują główne zadanie dyktatury klasy robotniczej - organizowanie budowy socjalizmu .
Cała administracja państwowa, organy ścigania oraz wymiar sprawiedliwości są narzędziami dyktatury proletariatu. Za burżuazyjne i sprzeczne z zasadami państwa socjalistycznego uznawano pojęcie „interesu indywidualnego” (jednostkowego), nad który przedkładano interes społeczny (kolektywny). Wszystkie wymienione instytucje stały na straży tego ostatniego, działając jako aktywny uczestnik walki klas.

Demokracja ludowa jest nową formą państwową dyktatury proletariatu, a zadania, jakie sobie stawia, są zadaniami dyktatury proletariatu. W ten sposób również i system prawa w Polsce Ludowej – podobnie jak i typ – jest nowy, bo socjalistyczny, i realizuje zadania odmienne od zadań burżuazyjnego systemu prawa.

Demokrację ludową powołały do życia warunki nowego etapu rozwoju światowego ruchu rewolucyjnego.

Demokracja ludowa odzwierciedla specyfikę rozwoju rewolucji socjalistycznej w warunkach osłabienia imperializmu i zmiany stosunku sił na korzyść socjalizmu.

Na jej powstanie wpłynęła sytuacja ówczesnego etapu powszechnego kryzysu kapitalizmu; była ona odbiciem podstawowych przesunięć klasowych zachodzących w świecie kapitalistycznym: wciąż rosnącej izolacji wielkiego kapitału, zespolenia szerokich sił ludowych pod kierownictwem klasy robotniczej, dalszego zbliżenia się zadań ogólnodemokratycznych i socjalistycznych.

### Odmienność demokracji ludowej od władzy radzieckiej
Obok wspólnych podstawowych cech formy radzieckiej i formy demokracji ludowej, ta ostatnia ma szereg cech specyficznych. Najważniejszą cechą demokracji ludowej jest istnienie Frontu Ludowego, będącego nową organizacyjną formą sojuszu klasy robotniczej, chłopstwa, drobnej burżuazji i inteligencji.

#### Wielopartyjność
Podczas gdy w Rosji Radzieckiej był uwarunkowany historycznie system jednopartyjny, w wielu krajach demokracji ludowej ustanowiony został system wielopartyjny, w którym partie marksistowskie odgrywały kierowniczą rolę. W odróżnieniu od Rosji, gdzie przeciw rewolucji wystąpiły nie tylko partie burżuazyjne i obszarnicze, lecz również partie drobnomieszczańskie, w niektórych krajach demokracji ludowej wiele z tych partii poparło przejście do socjalistycznego etapu rewolucji. W tych okolicznościach celowe było utworzenie bloku partii komunistycznych i robotniczych z takimi partiami politycznymi, jakie jednoczyły się we Froncie Ludowym na wspólnej płaszczyźnie walki przeciwko faszyzmowi i imperializmowi. System wielopartyjny sprzyjał w tych warunkach rozszerzeniu społecznej podstawy rewolucji i pomyślniejszemu wykonywaniu jej zasad. Współpraca komunistów z niekomunistycznymi partiami demokratycznymi dokonywała się w różnorakich formach, zarówno wewnątrz Frontu Ludowego, jak i poprzez uczestnictwo przedstawicieli partii demokratycznych w organach władzy państwowej i masowych organizacjach ludzi pracy.
W szeregu krajów demokracji ludowej pomyślnie realizowana była współpraca partii komunistycznych i robotniczych z nieproletariackimi partiami demokratycznymi. Do tych partii należały na przykład: Partia Ludowa i Partia Wolności w Czechosłowacji; Zjednoczone Stronnictwo Ludowe i Stronnictwo Demokratyczne w Polsce; w Niemieckiej Republice Demokratycznej w skład Frontu Ludowego wchodziły nie tylko partie klas pracujących, ale również kilka partii burżuazyjno-demokratycznych.

#### Organizacja aparatu władzy
Ludowodemokratyczna forma dyktatury proletariatu charakteryzowała się także specyficznym trybem tworzenia organów władzy państwowej.

#### Burzenie burżuazyjnego aparatu państwowego
Również niszczenie starej machiny państwowej dokonywało się w niektórych krajach demokracji ludowej inaczej niż w ZSRR.